# كونستانتينوس إفريموجلو
كونستانتينوس إفريموجلو مواليد 4 ديسمبر 1962 في أثينا، هو لاعب كرة مضرب يوناني سابق وكان يلعب باليد اليمنى. أعلى تصنيف له في الفردي كان المركز الـ 745 في سنة 1985. أعلى تصنيف له في الزوجي كان المركز الـ 854 في سنة 1983. سبق أن شارك في دورة الألعاب الأولمبية الصيفية.

## روابط خارجية
- كونستانتينوس إفريموجلو على موقع الاتحاد الدولي لكرة المضرب (الإنجليزية)
- كونستانتينوس إفريموجلو على موقع كأس ديفيز (الإنجليزية)
- كونستانتينوس إفريموجلو على موقع خلاصة التنس.كوم (الإنجليزية)
- كونستانتينوس إفريموجلو على موقع أوليمبيديا (الإنجليزية)